# 八井拳
八井拳，福建拳術，為中國武術流派之一，屬於畲族南拳一脈。

## 源流
福建省罗源县松山镇八井畲族村所傳的拳术，是明朝成化年间，八井村雷氏始祖雷安居、雷安和兄弟俩迁居至此後所傳下的拳法，融合南少林(南拳)功夫自成派系。

## 介紹
八井拳又称“八井畲家拳”，吸收南少林功夫而自成体系，有龙庄、虎庄、猴庄、鹤庄四大主要套路，由此又衍生出杂庄（又称花庄）、十八罗汉、十二牌手、五虎庄等许多套路，其动作简练，拳势凶猛

## 來源
1. ↑  .   [2023-01-01]. （原始内容存档于2023-01-01）.
2. ↑  .   [2023-01-01]. （原始内容存档于2023-01-01）.